# Jeremain Lens
Jeremain Marciano Lens (Amsterdam, 24 novembre 1987) è un calciatore olandese, centrocampista o ala del Real Sranang.

## Caratteristiche tecniche
Dotato di un'ottima tecnica rapido e veloce, infatti non esita nel puntare il suo diretto avversario con un dribbling secco, può giocare su entrambe le fasce offensive.

## Carriera

### Club
Jeremain inizia la sua carriera professionistica all'età di 18 anni nell'AZ Alkmaar. Gioca per due anni per i biancorossi prima di approdare nella stagione 2007/2008 al NEC. Nel suo nuovo club, dopo un periodo difficile di ambientamento, totalizza 31 presenze con 9 reti realizzate, contribuendo in maniera significativa alla qualificazione per i preliminari dell'ex Coppa UEFA. Nonostante la magnifica stagione, ritorna la stagione successiva, alla casa madre. Gioca quindi nell'Az per le successive due stagioni. Il 3 giugno 2010 passa ai rivali del PSV, in cambio di Dirk Marcellis facendogli firmare un quinquennale con il PSV, colleziona in totale 138 presenze e 43 reti.
Nell'estate del 2013 passa alla Dinamo Kiev per circa 10 milioni di euro. In due anni in Ucraina colleziona 78 presenze e 16 reti tra campionato e coppe.
Il 15 luglio 2015 viene acquistato per 11 milioni di euro dagli inglesi del Sunderland, con cui firma un contratto quadriennale.

### Nazionale
Nonostante abbia giocato per l'Under 21 olandese, decide poi di giocare per la nazionale del Suriname viste le possibilità ridotte di giocare nella nazionale olandese. Grazie alla convocazione del tecnico Wensley Bundel, la sua prima gara con la nazionale dell'America Meridionale la disputa contro la Guyana francese nel torneo Parbo Bier Cup. Purtroppo per lui però questo torneo non è riconosciuto dalla Fifa, e quindi non debutta ufficialmente con la nazionale. Ma il 3 maggio 2010 avviene il colpo di scena della sua vita calcistica: il CT dell'Olanda Bert van Marwijk lo inserisce nella lista dei 30 giocatori per la coppa del mondo 2010 in Sudafrica. Tuttavia, il 27 maggio dello stesso anno, lo stesso CT comunica che il giocatore non avrebbe fatto parte nella lista dei 23 definitivi, il debutto ufficiale in nazionale maggiore avviene l'11 agosto del 2010, in amichevole contro la nazionale ucraina dove segna all'esordio. Viene successivamente convocato dal CT Louis van Gaal, per il Mondiale 2014.

## Statistiche

### Presenze e reti nei club
Statistiche aggiornate al 2 dicembre 2018.
| Stagione           | Squadra            | Campionato         | Campionato | Campionato | Coppe nazionali | Coppe nazionali | Coppe nazionali | Coppe continentali | Coppe continentali | Coppe continentali | Altre coppe | Altre coppe | Altre coppe | Totale | Totale |
| Stagione           | Squadra            | Comp               | Pres       | Reti       | Comp            | Pres            | Reti            | Comp               | Pres               | Reti               | Comp        | Pres        | Reti        | Pres   | Reti   |
| ------------------ | ------------------ | ------------------ | ---------- | ---------- | --------------- | --------------- | --------------- | ------------------ | ------------------ | ------------------ | ----------- | ----------- | ----------- | ------ | ------ |
| 2005-2006          | AZ Alkmaar         | ED                 | 1          | 0          | CO              | 0               | 0               | CU                 | 0                  | 0                  | -           | -           | -           | 1      | 0      |
| 2006-2007          | AZ Alkmaar         | ED                 | 14+2       | 0          | CO              | 6               | 1               | CU                 | 6                  | 0                  | -           | -           | -           | 28     | 0      |
| 2007-2008          | NEC Nijmegen       | ED                 | 31+6       | 9+4        | CO              | 1               | 0               | -                  | -                  | -                  | -           | -           | -           | 38     | 13     |
| 2008-2009          | AZ Alkmaar         | ED                 | 8          | 1          | CO              | 0               | 0               | -                  | -                  | -                  | -           | -           | -           | 8      | 1      |
| 2009-2010          | AZ Alkmaar         | ED                 | 32         | 12         | CO              | 2               | 0               | UCL                | 5                  | 2                  | SO          | 1           | 2           | 40     | 16     |
| Totale AZ Alkmaar  | Totale AZ Alkmaar  | Totale AZ Alkmaar  | 55+2       | 13         |                 | 8               | 1               |                    | 11                 | 2                  |             | 1           | 2           | 77     | 16     |
| 2010-2011          | PSV                | ED                 | 33         | 10         | CO              | 2               | 0               | UEL                | 13                 | 3                  | -           | -           | -           | 48     | 13     |
| 2011-2012          | PSV                | ED                 | 33         | 9          | CO              | 5               | 1               | UEL                | 12                 | 1                  | -           | -           | -           | 50     | 11     |
| 2012-2013          | PSV                | ED                 | 30         | 15         | CO              | 3               | 0               | UEL                | 6                  | 3                  | SO          | 1           | 1           | 40     | 19     |
| Totale PSV         | Totale PSV         | Totale PSV         | 96         | 34         |                 | 10              | 1               |                    | 31                 | 7                  |             | 1           | 1           | 138    | 43     |
| 2013-2014          | Dinamo Kiev        | PL                 | 28         | 5          | CU              | 4               | 0               | UEL                | 9                  | 2                  | -           | -           | -           | 41     | 7      |
| 2014-2015          | Dinamo Kiev        | PL                 | 21         | 5          | CU              | 6               | 1               | UEL                | 10                 | 3                  | SU          | 0           | 0           | 37     | 9      |
| Totale Dinamo Kiev | Totale Dinamo Kiev | Totale Dinamo Kiev | 49         | 10         |                 | 10              | 1               |                    | 19                 | 5                  |             |             |             | 78     | 16     |
| 2015-2016          | Sunderland         | PL                 | 20         | 3          | FACup+CdL       | 1+1             | 1+0             | -                  | -                  | -                  | -           | -           | -           | 22     | 4      |
| ago. 2016          | Sunderland         | PL                 | 2          | 0          | -               | -               | -               | -                  | -                  | -                  | -           | -           | -           | 2      | 0      |
| Totale Sunderland  | Totale Sunderland  | Totale Sunderland  | 22         | 3          |                 | 2               | 1               |                    | -                  | -                  |             | -           | -           | 24     | 4      |
| ago. 2016-2017     | Fenerbahçe         | SL                 | 26         | 4          | TK              | 5               | 0               | UEL                | 5                  | 1                  | -           | -           | -           | 36     | 5      |
| 2017-2018          | Beşiktaş           | SL                 | 24         | 1          | TK              | 6               | 3               | UCL                | 2                  | 0                  | -           | -           | -           | 32     | 4      |
| 2018-2019          | Beşiktaş           | SL                 | 28         | 1          | TK              | 0               | 0               | UEL                | 9                  | 4                  | -           | -           | -           | 37     | 5      |
| 2019-2020          | Beşiktaş           | SL                 | 23         | 2          | TK              | 2               | 0               | UEL                | 4                  | 0                  | -           | -           | -           | 29     | 2      |
| 2020-gen.2021      | Beşiktaş           | SL                 | 2          | 1          | TK              | -               | -               | UCLUEL             | 1+1                | 0+0                | -           | -           | -           | 4      | 1      |
| Totale Beşiktaş    | Totale Beşiktaş    | Totale Beşiktaş    | 77         | 5          |                 | 8               | 3               |                    | 18                 | 4                  |             | -           | -           | 102    | 12     |
| gen.-giu.2021      | Fatih Karagümrük   | SL                 | 16         | 3          | TK              | 0               | 0               | -                  | -                  | -                  | -           | -           | -           | 16     | 3      |
| Totale carriera    | Totale carriera    | Totale carriera    | 380        | 84         |                 | 42              | 7               |                    | 78                 | 19                 |             | 2           | 3           | 509    | 111    |

### Cronologia presenze e reti in nazionale
| Cronologia completa delle presenze e delle reti in nazionale ― Paesi Bassi | Cronologia completa delle presenze e delle reti in nazionale ― Paesi Bassi | Cronologia completa delle presenze e delle reti in nazionale ― Paesi Bassi | Cronologia completa delle presenze e delle reti in nazionale ― Paesi Bassi | Cronologia completa delle presenze e delle reti in nazionale ― Paesi Bassi | Cronologia completa delle presenze e delle reti in nazionale ― Paesi Bassi | Cronologia completa delle presenze e delle reti in nazionale ― Paesi Bassi | Cronologia completa delle presenze e delle reti in nazionale ― Paesi Bassi |
| Data                                                                       | Città                                                                      | In casa                                                                    | Risultato                                                                  | Ospiti                                                                     | Competizione                                                               | Reti                                                                       | Note                                                                       |
| -------------------------------------------------------------------------- | -------------------------------------------------------------------------- | -------------------------------------------------------------------------- | -------------------------------------------------------------------------- | -------------------------------------------------------------------------- | -------------------------------------------------------------------------- | -------------------------------------------------------------------------- | -------------------------------------------------------------------------- |
| 11-8-2010                                                                  | Donec'k                                                                    | Ucraina                                                                    | 1 – 1                                                                      | Paesi Bassi                                                                | Amichevole                                                                 | 1                                                                          |                                                                            |
| 7-9-2010                                                                   | Rotterdam                                                                  | Paesi Bassi                                                                | 2 – 1                                                                      | Finlandia                                                                  | Qual. Euro 2012                                                            | -                                                                          | 74’                                                                        |
| 12-10-2010                                                                 | Amsterdam                                                                  | Paesi Bassi                                                                | 4 – 1                                                                      | Svezia                                                                     | Qual. Euro 2012                                                            | -                                                                          | 29’                                                                        |
| 17-11-2010                                                                 | Amsterdam                                                                  | Paesi Bassi                                                                | 1 – 0                                                                      | Turchia                                                                    | Amichevole                                                                 | -                                                                          | 46’                                                                        |
| 15-8-2012                                                                  | Bruxelles                                                                  | Belgio                                                                     | 4 – 2                                                                      | Paesi Bassi                                                                | Amichevole                                                                 | -                                                                          | 68’                                                                        |
| 11-9-2012                                                                  | Budapest                                                                   | Ungheria                                                                   | 1 – 4                                                                      | Paesi Bassi                                                                | Qual. Mondiali 2014                                                        | 2                                                                          |                                                                            |
| 12-10-2012                                                                 | Rotterdam                                                                  | Paesi Bassi                                                                | 3 – 0                                                                      | Andorra                                                                    | Qual. Mondiali 2014                                                        | -                                                                          | 71’                                                                        |
| 16-10-2012                                                                 | Bucarest                                                                   | Romania                                                                    | 1 – 4                                                                      | Paesi Bassi                                                                | Qual. Mondiali 2014                                                        | 1                                                                          | 83’ 89’                                                                    |
| 6-2-2013                                                                   | Amsterdam                                                                  | Paesi Bassi                                                                | 1 – 1                                                                      | Italia                                                                     | Amichevole                                                                 | 1                                                                          |                                                                            |
| 22-3-2013                                                                  | Amsterdam                                                                  | Paesi Bassi                                                                | 3 – 0                                                                      | Estonia                                                                    | Qual. Mondiali 2014                                                        | -                                                                          | 73’                                                                        |
| 26-3-2013                                                                  | Amsterdam                                                                  | Paesi Bassi                                                                | 4 – 0                                                                      | Romania                                                                    | Qual. Mondiali 2014                                                        | 1                                                                          |                                                                            |
| 7-6-2013                                                                   | Giacarta                                                                   | Indonesia                                                                  | 0 – 3                                                                      | Paesi Bassi                                                                | Amichevole                                                                 | -                                                                          | 14’                                                                        |
| 11-6-2013                                                                  | Pechino                                                                    | Cina                                                                       | 0 – 2                                                                      | Paesi Bassi                                                                | Amichevole                                                                 | -                                                                          | 70’                                                                        |
| 14-8-2013                                                                  | Faro                                                                       | Portogallo                                                                 | 1 – 1                                                                      | Paesi Bassi                                                                | Amichevole                                                                 | -                                                                          | 82’                                                                        |
| 6-9-2013                                                                   | Tallinn                                                                    | Estonia                                                                    | 2 – 2                                                                      | Paesi Bassi                                                                | Qual. Mondiali 2014                                                        | -                                                                          | 66’                                                                        |
| 10-9-2013                                                                  | Andorra la Vella                                                           | Andorra                                                                    | 0 – 2                                                                      | Paesi Bassi                                                                | Qual. Mondiali 2014                                                        | -                                                                          |                                                                            |
| 11-10-2013                                                                 | Amsterdam                                                                  | Paesi Bassi                                                                | 8 – 1                                                                      | Ungheria                                                                   | Qual. Mondiali 2014                                                        | 1                                                                          |                                                                            |
| 15-10-2013                                                                 | Istanbul                                                                   | Turchia                                                                    | 0 – 2                                                                      | Paesi Bassi                                                                | Qual. Mondiali 2014                                                        | -                                                                          | 89’                                                                        |
| 16-11-2013                                                                 | Genk                                                                       | Paesi Bassi                                                                | 2 – 2                                                                      | Giappone                                                                   | Amichevole                                                                 | -                                                                          |                                                                            |
| 19-11-2013                                                                 | Amsterdam                                                                  | Paesi Bassi                                                                | 0 – 0                                                                      | Colombia                                                                   | Amichevole                                                                 | -                                                                          | 35’                                                                        |
| 31-5-2014                                                                  | Rotterdam                                                                  | Paesi Bassi                                                                | 1 – 0                                                                      | Ghana                                                                      | Amichevole                                                                 | -                                                                          | 82’                                                                        |
| 4-6-2014                                                                   | Amsterdam                                                                  | Paesi Bassi                                                                | 2 – 0                                                                      | Galles                                                                     | Amichevole                                                                 | 1                                                                          | 46’                                                                        |
| 13-6-2014                                                                  | Salvador                                                                   | Spagna                                                                     | 1 – 5                                                                      | Paesi Bassi                                                                | Mondiali 2014 - 1º turno                                                   | -                                                                          | 46’                                                                        |
| 18-6-2014                                                                  | Porto Alegre                                                               | Australia                                                                  | 2 – 3                                                                      | Paesi Bassi                                                                | Mondiali 2014 - 1º turno                                                   | -                                                                          | 87’                                                                        |
| 23-6-2014                                                                  | San Paolo                                                                  | Paesi Bassi                                                                | 2 – 0                                                                      | Cile                                                                       | Mondiali 2014 - 1º turno                                                   | -                                                                          | 69’                                                                        |
| 5-7-2014                                                                   | Salvador                                                                   | Paesi Bassi                                                                | 0 – 0 dts (4 - 3 dtr)                                                      | Costa Rica                                                                 | Mondiali 2014 - Quarti di finale                                           | -                                                                          | 76’                                                                        |
| 4-9-2014                                                                   | Bari                                                                       | Italia                                                                     | 2 – 0                                                                      | Paesi Bassi                                                                | Amichevole                                                                 | -                                                                          | 12’                                                                        |
| 10-10-2014                                                                 | Amsterdam                                                                  | Paesi Bassi                                                                | 3 – 1                                                                      | Kazakistan                                                                 | Qual. Euro 2016                                                            | -                                                                          |                                                                            |
| 13-10-2014                                                                 | Reykjavík                                                                  | Islanda                                                                    | 2 – 0                                                                      | Paesi Bassi                                                                | Qual. Euro 2016                                                            | -                                                                          | 68’                                                                        |
| 12-6-2015                                                                  | Riga                                                                       | Lettonia                                                                   | 0 – 2                                                                      | Paesi Bassi                                                                | Qual. Euro 2016                                                            | -                                                                          | 87’                                                                        |
| 13-10-2015                                                                 | Amsterdam                                                                  | Paesi Bassi                                                                | 2 – 3                                                                      | Rep. Ceca                                                                  | Qual. Euro 2016                                                            | -                                                                          | 69’                                                                        |
| 9-11-2016                                                                  | Amsterdam                                                                  | Paesi Bassi                                                                | 1 – 1                                                                      | Belgio                                                                     | Amichevole                                                                 | -                                                                          | 67’                                                                        |
| 28-3-2017                                                                  | Amsterdam                                                                  | Paesi Bassi                                                                | 1 – 2                                                                      | Italia                                                                     | Amichevole                                                                 | -                                                                          | 83’                                                                        |
| 9-6-2017                                                                   | Rotterdam                                                                  | Paesi Bassi                                                                | 5 – 0                                                                      | Lussemburgo                                                                | Qual. Mondiali 2018                                                        | -                                                                          | 73’                                                                        |
| Totale                                                                     |                                                                            | Presenze                                                                   | 34                                                                         |                                                                            | Reti                                                                       | 8                                                                          |                                                                            |

## Palmarès

### Club
- Campionato olandese: 1

AZ Alkmaar: 2008-2009
- Supercoppa dei Paesi Bassi: 2

AZ Alkmaar: 2009
PSV Eindhoven: 2012
- Coppa dei Paesi Bassi: 1

PSV Eindhoven: 2011-2012
- Coppa d'Ucraina: 1

Dinamo Kiev: 2013-2014